# Пилсбери (тауншип, Миннесота)
Пилсбери (англ. Pillsbury) — тауншип в округе Суифт, Миннесота, США. На 2000 год его население составило 306 человек.

## География
По данным Бюро переписи населения США площадь тауншипа составляет 90,3 км², из которых 90,2 км² занимает суша, а 0,1 км² — вода (0,09 %).

## Демография
По данным переписи населения 2000 года здесь находились 306 человек, 101 домохозяйство и 84 семьи.  Плотность населения —  3,4 чел./км².  На территории тауншипа расположено 106 построек со средней плотностью 1,2 построек на один квадратный километр. Расовый состав населения: 96,08 % белых, 0,65 % коренных американцев, 3,27 % — других рас США. Испанцы или латиноамериканцы любой расы составляли 3,27 % от популяции тауншипа.
Из 101 домохозяйства в 40,6 % воспитывались дети до 18 лет, в 75,2 % проживали супружеские пары, в 5,9 % проживали незамужние женщины и в 16,8 % домохозяйств проживали несемейные люди. 16,8 % домохозяйств состояли из одного человека, при том 7,9 % из — одиноких пожилых людей старше 65 лет. Средний размер домохозяйства — 3,03, а семьи — 3,43 человека.
34,0 % населения — младше 18 лет, 6,5 % — в возрасте от 18 до 24 лет, 28,8 % — от 25 до 44, 19,6 % — от 45 до 64, и 11,1 % — старше 65 лет. Средний возраст — 34 года. На каждые 100 женщин приходилось 115,5 мужчин. На каждые 100 женщин старше 18 приходилось 108,2 мужчин.
Средний годовой доход домохозяйства составлял 43 125 долларов, а средний годовой доход семьи —  44 375 долларов. Средний доход мужчин — 26 932  доллара, в то время как у женщин — 25 833. Доход на душу населения составил 16 021 доллар. За чертой бедности находились 4,7 % семей и 6,3 % всего населения тауншипа, из которых 9,8 % младше 18 и 12,8 % старше 65 лет.